# プリティーシリーズ
プリティーシリーズはタカラトミーアーツ、シンソフィアが開発・運営する女児向けアーケードゲームのシリーズである。

## 概要
タカラトミーアーツおよびシンソフィアは2010年7月15日に稼働開始した『プリティーリズム・ミニスカート』から始まるアーケードゲームのシリーズを共同開発しており、第2世代の『プリパラ』が稼働中であった2015年頃から第1世代の『プリティーリズム』と2作をまとめた名称として『プリティーシリーズ』が使用されるようになった。
『プリティーリズム』は2014年7月10日に稼働開始した『プリパラ』に移行する形で稼働を終了したが、映画『KING OF PRISM by PrettyRhythm』をはじめとした『KING OF PRISM』シリーズが2016年よりスピンオフとして展開されている。
『プリパラ』についても、2018年に第3世代の『キラッとプリ☆チャン』に移行する形で稼働を終了したが、エイベックス・ピクチャーズ主催のライブイベントはその後も継続され、新曲の発表も行われた。2019年には5周年プロジェクトが始動し、筐体の再稼働が行われているほかに様々な展開が行われている。
『プリティーシリーズ』と言う名称に関しては当初、スタッフインタビューや記者発表の場で『プリティーリズム』と『プリパラ』の両方を包括するため便宜的に使用されている側面が強かった。そのため、第2シリーズ『プリパラ』の稼働時には市販されている商品や店舗でこの名称を冠したものはなく、前作『プリティーリズム』と合わせた2タイトル（もしくは『プリティーリズム』からのスピンオフである『KING OF PRISM』を含めた3タイトル）を包括する名称としては『プリパラ&プリティーリズム』や『プリズムオールスター』が使われていた。2018年の第3シリーズ『キラッとプリ☆チャン』の発表後、3シリーズのクロスオーバーとなる映画『劇場版 プリパラ&キラッとプリ☆チャン 〜きらきらメモリアルライブ〜』のティザービジュアルでは初めて「プリティーシリーズ」が正式名称として使用されている。
2020年にシリーズが10周年（後述するテレビアニメは2021年が10周年）となることから、2020年 - 2021年を「プリティーシリーズ 10アニバーサリーイヤー」として展開していくことも発表されている。2017年末から2018年にかけては『プリティーリズム』と『プリパラ』のクロスオーバー企画『プリティーオールフレンズ』と、第3世代の『キラッとプリ☆チャン』が発表された。
現行タイトルは2024年1月26日に発表され、同年4月より筐体稼働とアニメ放送を開始した第5世代『ひみつのアイプリ』。同時に過去のシリーズ作品を含めたクロスオーバー形式の『アイプリバース』も稼働を開始する。

## 作品一覧
| 2010 | プリティーリズム・ミニスカート（AC）               |
| 2011 | PR・オーロラドリーム（AC）                         |
| 2012 | PR・ディアマイフューチャー（AC）                   |
| 2013 | PR・マイ☆デコレインボーウエディング（3DS）         |
| 2013 | PR・レインボーライブ/デュオ（AC）                  |
| 2013 | PR・きらきらマイ☆デザイン（3DS）                   |
| 2014 | PR・オールスターレジェンドコーデ編（AC）           |
| 2014 | プリパラ（AC）                                     |
| 2015 | プリティーリズムシェイク（iOS/Android）            |
| 2015 | PP&PR・おしゃれアイテム1450!（3DS）                |
| 2015 | PP・めざせ! アイドル グランプリNo.1!（3DS）        |
| 2016 | プリパラ プリパズ（iOS/Android）                   |
| 2016 | PP・めざめよ! 女神のドレスデザイン（3DS）          |
| 2017 | アイドルタイムプリパラ（AC）                       |
| 2017 | KING OF PRISM プリズムラッシュ!LIVE（iOS/Android） |
| 2017 | IPP・夢オールスターライブ!（3DS）                  |
| 2018 | PP・オールアイドルパーフェクトステージ!（Switch）  |
| 2018 | キラッとプリ☆チャン（AC）                          |
| 2019 | PP・オールアイドルシリーズ（AC）                   |
| 2020 |                                                    |
| 2021 | ワッチャプリマジ!（AC）                            |
| 2022 | ワッチャプリマジ!スタジオ（AC）                    |
| 2023 | アイドルランドプリパラ（iOS/Android）              |
| 2024 | ひみつのアイプリ（AC）                             |
| 2024 | アイプリバース（AC）                               |
| 2024 | KING OF PRISM 煌（BROWSER）                        |
| 2024 | AP・あつめて!シークレットメモリーズ（Switch）      |

AC:アーケードゲーム、BROWSER:ブラウザゲーム

### アーケードゲーム
- プリティーリズム（2010年7月15日 - 2014年7月[注 2]）
  - プリティーリズム・ミニスカート（2010年7月15日 - 2011年4月27日）
  - プリティーリズム・オーロラドリーム（2011年4月28日 - 2012年4月25日）
  - プリティーリズム・ディアマイフューチャー（2012年4月26日 - 2013年4月17日）
  - プリティーリズム・レインボーライブ（2013年4月18日 - 2013年10月2日）
  - プリティーリズム・レインボーライブデュオ（2013年10月3日 - 2014年4月16日）
  - プリティーリズム・オールスターレジェンドコーデ編（2014年4月17日 - 2014年7月[注 2]）
- プリパラ（2014年7月10日 - 2018年4月18日[注 3] / 2019年10月17日 - 2022年2月28日[10]）
  - アイドルタイムプリパラ（2017年4月1日 - 2018年4月18日[注 3]）
  - プリパラ オールアイドルシリーズ（2019年10月17日 - 2022年2月28日）
- キラッとプリ☆チャン （2018年4月19日 - 2022年2月28日）
- ワッチャプリマジ!（2021年10月1日 - 2024年4月3日[注 5]）
  - ワッチャプリマジ!スタジオ（2022年11月2日 - 2024年4月3日[注 5]）
- ひみつのアイプリ（2024年4月4日 - ）[9]

クロスオーバー作品
- アイプリバース（2024年4月4日稼働 - ）[9]

### ニンテンドー3DS用ソフト
発売は全てタカラトミーアーツ。
- プリティーリズム・マイ☆デコレインボーウエディング（2013年3月20日発売）
- プリティーリズム・レインボーライブ きらきら☆マイデザイン（2013年11月28日発売）
- プリパラ&プリティーリズム プリパラでつかえるおしゃれアイテム1450!（2015年3月19日発売）
- プリパラ めざせ! アイドル グランプリNo.1!（2015年10月22日発売）
- プリパラ めざめよ! 女神のドレスデザイン（2016年11月10日発売）
- アイドルタイムプリパラ 夢オールスターライブ！（2017年10月26日発売）

### Nintendo Switch用ソフト
- プリパラ オールアイドルパーフェクトステージ！（2018年3月22日、タカラトミーアーツ発売）
- ひみつのアイプリ あつめて!シークレットメモリーズ（2024年12月5日、日本コロムビア発売）

### スマートフォン用アプリ
いずれもiOS/Android版。
- プリティーリズムシェイク（2015年3月7日 - 2017年5月31日[11]）
- プリパラ プリパズ（2016年9月6日 - 2018年5月7日[12]）
- KING OF PRISM プリズムラッシュ!LIVE（2017年8月10日 - 2020年10月29日）
- アイドルランドプリパラ（2023年8月17日 - ）

### ブラウザゲーム
- KING OF PRISM 煌（2024年予定）[13]

### アナログゲーム
トレーディングカードゲームへのゲスト参加は割愛。
- アイドルテーブルトークプリパラ み～んなであそぼう! ダイスキTV♪（2025年3月31日）[14]

製作・発売はホビージャパン。

## メディアミックス

### アニメ
『プリティーリズム』シリーズではゲームを原作としてアニメを放送・上映していたが『プリパラ』以降のシリーズはゲームとアニメが同時進行となっている。
全作品共通して、通常シーンは手描きによる2D作画だが、ライブシーンは3DCGによるトゥーンレンダリング描写となっている。

#### テレビアニメ
全てテレビ東京系列他にて放送（ネット局については後述）。『ワッチャプリマジ！』までの作品はタツノコプロがアニメーション制作を担当。『プリティーリズム・オーロラドリーム』はタツノコプロの単独制作であったが、『プリティーリズム・ディアマイフューチャー』より同友アニメーション（DONGWOO ANIMATION、DONGWOO A&E）が制作に加わり、以降は一部を除いて、日韓共同制作となっていた。『ひみつのアイプリ』からはタツノコプロに代わりOLMが制作を担当し、引き続きDONGWOO A&Eとの日韓共同制作となる。
2022年10月に『ワッチャプリマジ！』が放送を終了して以降、傑作選2シリーズを含めて11年半に及んだアニメ放送に1年以上の空白期間が生じたが、2024年4月より新作のテレビシリーズを開始することが発表され、前記の通り同年1月26日にタイトルが『ひみつのアイプリ』であると公表された。
|                                        | 作品名称                                   | 放送期間                               | 話数                                   | 監督                                   | シリーズ 構成                          | キャラクター 原案                      | キャラクター デザイン                  | 音楽                                   |
| プリティーリズム/KING OF PRISMシリーズ | プリティーリズム/KING OF PRISMシリーズ     | プリティーリズム/KING OF PRISMシリーズ | プリティーリズム/KING OF PRISMシリーズ | プリティーリズム/KING OF PRISMシリーズ | プリティーリズム/KING OF PRISMシリーズ | プリティーリズム/KING OF PRISMシリーズ | プリティーリズム/KING OF PRISMシリーズ | プリティーリズム/KING OF PRISMシリーズ |
| -------------------------------------- | ------------------------------------------ | -------------------------------------- | -------------------------------------- | -------------------------------------- | -------------------------------------- | -------------------------------------- | -------------------------------------- | -------------------------------------- |
| 1                                      | プリティーリズム・オーロラドリーム         | 2011年4月9日 - 2012年3月31日           | 51話                                   | 菱田正和                               | 赤尾でこ                               | 渡辺明夫                               | 川島尚                                 | 長岡成貢                               |
| 2                                      | プリティーリズム・ディアマイフューチャー   | 2012年4月7日 - 2013年3月30日           | 51話                                   | 菱田正和                               | 赤尾でこ 坪田文（補）                  | 渡辺明夫                               | 斉藤里枝 Cha Sang Hoon                 | 長岡成貢                               |
| 3                                      | プリティーリズム・レインボーライブ         | 2013年4月6日 - 2014年3月29日           | 51話                                   | 菱田正和                               | 井内秀治 坪田文                        | okama                                  | 松浦麻衣 Cha Sang Hoon                 | 長岡成貢                               |
| -                                      | プリティーリズム・オールスターセレクション | 2014年4月5日 - 6月14日                 | 11話                                   | 菱田正和                               | 赤尾でこ                               | -                                      | 斉藤里枝 原将治                        | -                                      |
| 4                                      | KING OF PRISM -Shiny Seven Stars-          | 2019年4月16日 - 7月2日                 | 12話                                   | 菱田正和                               | 青葉譲                                 | 松浦麻衣                               | 原将治                                 | 石塚玲依                               |
| プリパラシリーズ                       |                                            |                                        |                                        |                                        |                                        |                                        |                                        |                                        |
| 1                                      | プリパラ                                   | 2014年7月5日 - 2017年3月28日           | 140話                                  | 森脇真琴                               | 土屋理敬 森脇真琴                      | 金谷有希子                             | 原将治 Cha Sang Hoon                   | 斉藤恒芳 石塚玲依                      |
| 2                                      | アイドルタイムプリパラ                     | 2017年4月4日 - 2018年3月27日           | 51話                                   | 森脇真琴                               | 土屋理敬                               | 金谷有希子                             | 原将治 Cha Sang Hoon                   | はまたけし 渡部チェル                  |
| キラッとプリ☆チャン                    |                                            |                                        |                                        |                                        |                                        |                                        |                                        |                                        |
|                                        | キラッとプリ☆チャン                        | 2018年4月8日 - 2021年5月30日           | 153話                                  | 博史池畠                               | 兵頭一歩                               | 梨本裕美 内藤晶子                      | 満田一 Cha Sang Hoon                   | 加藤達也                               |
| ワッチャプリマジ！                     |                                            |                                        |                                        |                                        |                                        |                                        |                                        |                                        |
|                                        | ワッチャプリマジ!                          | 2021年10月3日 - 2022年10月9日          | 51話                                   | 佐藤順一（総監督） 小林浩輔（監督）    | 坪田文                                 | 梨本裕美                               | 戸田さやか                             | 水谷広実                               |
| ひみつのアイプリ                       |                                            |                                        |                                        |                                        |                                        |                                        |                                        |                                        |
|                                        | ひみつのアイプリ                           | 2024年4月7日 -                         |                                        | 藤咲淳一 山口健太郎                    | 市川十億衛門                           | 梨本裕美                               | 永野佑貴                               | 森いづみ                               |
| その他                                 |                                            |                                        |                                        |                                        |                                        |                                        |                                        |                                        |
|                                        | プリティーオールフレンズセレクション       | 2021年6月6日 - 9月19日                 | 16話                                   | -                                      | -                                      | -                                      | -                                      | -                                      |

##### 放送局
日本の地上波
テレビ東京系列局（制作局と同時ネット局）のみ字幕放送、連動データ放送を実施。
太字はレギュラーネット局。
BS/CS放送（日本国内）
ネット配信（日本国内）
- その他の配信サイトでの配信については各作品の項目を参照。

日本国外での放送
時間帯は全て現地時間。
日本国外での配信

#### Webアニメ
- アイドルランドプリパラ（2021年11月26日 - 2024年4月24日[23]、先行配信は2021年8月18日、9月1日に実施）

#### 劇場版アニメ
2014年に『劇場版 プリティーリズム・オールスターセレクション プリズムショー☆ベストテン』が上映され、それ以降毎年1 - 2回ほど新作の上映が実施されている。劇中にライブシーンが登場することから、「熱唱上映」、「アイドルおうえん上映」と呼ばれる応援上映が毎回実施されている。
また、『プリティーリズム・レインボーライブ』に登場する男子を主役とした、スピンオフ作品である『KING OF PRISM by PrettyRhythm』が2016年に公開されている。この『KING OF PRISM』は興行収入約8億円・観客動員数48万人を突破し、女児向け作品としての枠を超える成果を出している。
2025年には『プリパラ』とバンダイの『アイカツ!』シリーズの公式コラボレーション映画が公開される。
| 作品名称                                                                    | 公開日                                                 | 上映時間                               | アニメーション 制作                    | 監督                                   | 脚本                                   | キャラクターデザイン                     | 音楽                                   |
| プリティーリズム/KING OF PRISMシリーズ                                      | プリティーリズム/KING OF PRISMシリーズ                 | プリティーリズム/KING OF PRISMシリーズ | プリティーリズム/KING OF PRISMシリーズ | プリティーリズム/KING OF PRISMシリーズ | プリティーリズム/KING OF PRISMシリーズ | プリティーリズム/KING OF PRISMシリーズ   | プリティーリズム/KING OF PRISMシリーズ |
| --------------------------------------------------------------------------- | ------------------------------------------------------ | -------------------------------------- | -------------------------------------- | -------------------------------------- | -------------------------------------- | ---------------------------------------- | -------------------------------------- |
| 劇場版 プリティーリズム・オールスターセレクション プリズムショー☆ベストテン | 2014年3月8日                                           | 49分                                   | タツノコプロ 10GAUGE                   | 菱田正和                               | 赤尾でこ                               | 川島尚、斉藤里枝 松浦麻衣、原将治        | 長岡成貢                               |
| KING OF PRISM by PrettyRhythm                                               | 2016年1月9日                                           | 58分                                   | タツノコプロ                           | 菱田正和                               | 青葉譲                                 | 松浦麻衣                                 | 石塚玲依                               |
| KING OF PRISM -PRIDE the HERO-                                              | 2017年6月10日                                          | 70分                                   | タツノコプロ                           | 菱田正和                               | 青葉譲                                 | 松浦麻衣                                 | 石塚玲依                               |
| KING OF PRISM -Shiny Seven Stars- 劇場編集版                                | 2019年3月2日 以降4編に分けて2019年5月4日までに順次公開 | 第1編のみ70分 それ以外は69分           | タツノコプロ                           | 菱田正和                               | 青葉譲                                 | 原将治                                   | 石塚玲依                               |
| KING OF PRISM ALL STARS -プリズムショー☆ベストテン-                         | 2020年1月10日                                          |                                        |                                        |                                        |                                        |                                          |                                        |
| プリパラシリーズ                                                            |                                                        |                                        |                                        |                                        |                                        |                                          |                                        |
| 劇場版プリパラ み〜んなあつまれ！プリズム☆ツアーズ                          | 2015年3月7日                                           | 60分                                   | タツノコプロ                           | 菱田正和                               | 青葉譲                                 | 原将治、川島尚 斉藤里枝、松浦麻衣        | 斉藤恒芳 長岡成貢                      |
| とびだすプリパラ み〜んなでめざせ！アイドル☆グランプリ                      | 2015年10月24日                                         | 60分                                   | 10GAUGE                                | 依田伸隆                               | 赤尾でこ                               | 原将治                                   | 石塚玲依                               |
| 映画プリパラ み〜んなのあこがれ♪レッツゴー☆プリパリ                         | 2016年3月12日                                          | 60分                                   | タツノコプロ                           | 森脇真琴                               | ふでやすかずゆき                       | 原将治                                   | 斉藤恒芳 石塚玲依                      |
| 劇場版プリパラ み〜んなでかがやけ!キラリン☆スターライブ!                    | 2017年3月4日                                           | 57分                                   | タツノコプロ                           | 森脇真琴（総） 大久保政雄              | ふでやすかずゆき                       | 原将治                                   | 斉藤恒芳 石塚玲依                      |
| 劇場版 プリパラ&キラッとプリ☆チャン 〜きらきらメモリアルライブ〜            | 2018年5月5日                                           | 60分                                   | 10GAUGE                                | 依田伸隆                               | 福田裕子                               | 川島尚、斉藤里枝 松浦麻衣、原将治 満田一 | 加藤達也                               |
| アイカツ!×プリパラ THE MOVIE -出会いのキセキ!-                              | 2025年秋期                                             | 未定                                   | BN Pictures                            | 大川貴大                               | 土屋理敬                               | やぐちひろこ、原将治                     |                                        |

### 特別番組
特別開校！ プリパラスクール
『プリパラ（アニメ第1作）』放送前の2014年6月21日・28日の2週にわたり放送。
ワッチャプリマジ! スタート直前！大予習スペシャル
『ワッチャプリマジ!』放送前の2021年9月26日に放送。これ以降不定期で『プリマジ学園』を放送している。

### インターネットラジオ
プリパラジオ
『プリパラ』および『アイドルタイムプリパラ』出演者によるインターネットラジオ番組。2019年2月より期間限定にて、『インターネットラジオステーション「響」』内にてオンエアされる。
プリ☆チャンラジオ
『キラッとプリ☆チャン』出演者によるインターネットラジオ番組。響 - HiBiKi Radio Station -にて2019年8月20日から2019年11月12日まで配信。
ワッチャプリラジ！〜やるぞ！おまつりラジオ〜
『ワッチャプリマジ！』出演者によるインターネットラジオ番組。2022年7月1日よりアニメイトタイムズおよびエイベックス・ピクチャーズYouTube公式チャンネルにて不定期配信。

### 漫画
2010年より、集英社『りぼん』上で『プリティーリズム』の連載が開始される。その後、テレビアニメ『プリティーリズム・オーロラドリーム』の放送開始に合わせて、2011年よりアニメの設定に準拠する形で、小学館の『ちゃお』、『ぷっちぐみ』、『小学一年生』で漫画の連載が開始される。その後、『プリティーリズム・ディアマイフューチャー』の放送終了に伴い、漫画連載は一旦無くなる。『プリパラ』の稼働開始に伴い、2014年から改めて『ちゃお』、『ぷっちぐみ』で漫画の連載が行われていたが、アニメと同様『ワッチャプリマジ！』終了と共に再度休止となり、『ひみつのアイプリ』ではアニメと連動したWeb連載による4コマ漫画形式に変更されている。
プリティーリズム
- プリティーリズム（朝吹まり、集英社『りぼん』2010年8月号 - 2012年6月号。単行本全5巻）
- プリティーリズム・オーロラドリーム（藤実リオ、小学館『ちゃお』2011年4月号 - 2012年3月号。単行本全2巻）
- ぷっちぐみ版（たちばな真未）
  - プリティーリズム・オーロラドリーム（2011年5月号 - 2012年4月号、ぷぷぷBOOKSで一部単行本化）
  - プリティーリズム・ディアマイフューチャー（2012年5月号 - 2013年4月号、未単行本化）
- 小学一年生版（かなき詩織）
  - プリティーリズム・オーロラドリーム（2011年6月号 - 2012年3月号、未単行本化）
  - プリティーリズム・ディアマイフューチャー（2012年4月号 - 2013年3月号、未単行本化）

プリパラ→アイドルタイムプリパラ
- ちゃお版・ファンブック版（辻永ひつじ、小学館『ちゃお』2014年8月号 - 2018年4月号、『プリパラ公式ファンブック』デビュー号 - 連載終了。単行本既刊2巻）
- ぷっちぐみ版（菊田みちよ、小学館『ぷっちぐみ』2014年7月号 - 連載終了）

キラッとプリ☆チャン
- ちゃお版（辻永ひつじ、小学館『ちゃお』2018年5月号 - 2021年6月号）
- ぷっちぐみ版（菊田みちよ、小学館『ぷっちぐみ』2018年4月号 - 2021年6月号）

ワッチャプリマジ
- ちゃお版（辻永ひつじ、小学館『ちゃお』2021年10月号 - 2022年11月号）

ひみつのアイプリ
- ちゃおプラス版（みたう、小学館ウェブコミック『ちゃおプラス』 2024年4月8日 - ）

### ファッションブランド
ゲーム・アニメと連動して「Prism Stone」と呼ばれるファッションブランドが展開されており、同名のアパレル・キャラクターグッズ専門店も展開している。2012年 - 2014年には姉妹ブランドとして「Dear Crown」も展開していた。2018年現在、「Prism Stone」では『プリティーリズム』、『プリパラ』、『キラッとプリ☆チャン』、『KING OF PRISM』を含むプリティーシリーズのキャラクターショップとなっており、『プリティーオールフレンズ』のグッズも販売されている。

#### 投票企画
チーム対抗スペシャル大会
2019年1月12日 - 2月28日に開催された投票企画（先行して原宿店と東京駅店では2018年12月29日から投票受付開始）。ドリームチーム選抜総選挙ではプリパラに登場する各キャラクターを投票対象としていたが、今回はプリティーシリーズの女子アイドル各チームが投票対象となっていた。投票の結果、1位は『プリパラ』の「NonSugar」となり、2019年5月31日 - 6月30日にプリズムストーンカフェにおいて「ノンシュガーカフェ」が営業した。
プリズムストーンオーディション
2019年12月26日 - 2020年2月29日に開催されている投票企画。『キラッとプリ☆チャン』の主人公チームである「Miracle☆Kiratts」の各メンバーから1人ずつペアとなるキャラクターを選出するものである。『キラッとプリ☆チャン』の他アイドルキャラクターのほか、過去のプリティーシリーズの女子アイドルキャラクターの一部が投票対象となっている。

## その他
各シリーズに共通して、プレイキャラクターやメディアミックスでの登場人物をサポートする女性キャラクター『赤井めが姉ぇ』が登場している。めが姉ぇのキャラクターデザインは、シリーズごとに異なっている他、一部シリーズではプレイキャラクターとして使用することも可能である。
『アイドルタイムプリパラ』以降は、過去のプリティ―作品の主人公などをモデルとしたキャラクターがアニメ・ゲームにて登場している。登場するキャラクターについては以下の通り。
| 登場作品                          | キャラクター | 元となったプリティーシリーズ作品のキャラクター |
| --------------------------------- | ------------ | ---------------------------------------------- |
| アイドルタイムプリパラ            | 華園みあ     | 上葉みあ                                       |
| キラッとプリ☆チャン               | 七星あいら   | 春音あいら                                     |
| キラッとプリ☆チャン               | 幸瀬なる     | 彩瀬なる                                       |
| キラッとプリ☆チャン               | めが兄ぃ     | 赤井めが兄ぃ                                   |
| キラッとプリ☆チャン               | 激川ゆい     | 夢川ゆい                                       |
| キラッとプリ☆チャン               | らぁら       | 真中らぁら、クマ                               |
| KING OF PRISM -Shiny Seven Stars- | 西園寺きらり | ドロシー・ウェスト                             |
| KING OF PRISM -Shiny Seven Stars- | 西園寺ゆらり | レオナ・ウェスト                               |